# Sinularia uva
Sinularia uva is een zachte koraalsoort uit de familie Alcyoniidae. De koraalsoort komt uit het geslacht Sinularia. Sinularia uva werd in 2010 voor het eerst wetenschappelijk beschreven door Dautova, van Ofwegen & Savinkin. 